# Sporomusa rhizae
Sporomusa rhizae è una specie di batterio appartenente alla famiglia delle Acidaminococcaceae.